# Droga wojewódzka nr 550
Droga wojewódzka nr 550 (DW550) – droga wojewódzka o długości 25 km łącząca drogę krajową nr 91 w Chełmnie z drogą wojewódzką nr 551 w Unisławiu. Droga w całości biegnie na terenie powiatu chełmińskego.

## Miejscowości leżące przy trasie DW550
- Chełmno (DK91, DW245)
- Brzozowo
- Kałdus
- Starogród
- Borówno
- Kokocko
- Bruki Kokocka
- Bruki Unisławskie
- Unisław (DW551, DW597)